# Protosticta foersteri
Protosticta foersteri – gatunek ważki z rodziny Platystictidae.